# Ewiger Frieden
Als Ewigen Frieden bezeichnet man das Abkommen, das der oströmische Kaiser Justinian und der persische Großkönig Chosrau I. im Jahr 532 miteinander schlossen.

## Vorgeschichte
Im Jahr 502 war es nach langer Friedenszeit zu einem erneuten Krieg zwischen den persischen Sassaniden und den Römern gekommen; nach heftigen Kämpfen ohne einen klaren Sieger hatte man dann 506 einen auf sieben Jahre befristeten Waffenstillstand geschlossen (vgl. auch Römisch-Persische Kriege). Aufgrund der zwischenzeitlich wieder verbesserten römisch-persischen Beziehungen hatte diese Waffenruhe aber bis etwa 526 Bestand gehabt. Doch gegen Ende der Herrschaft des Kaisers Justin I. war der Konflikt erneut ausgebrochen; in großen Feldschlachten – 528 bei Thannuris (und Mindouos), 530 bei Dara, 531 bei Kallinikon – waren beide Seiten jeweils einmal siegreich gewesen. Doch schon seit dem Beginn seiner Alleinherrschaft im Sommer 527 hatte Kaiser Justinian wiederholt Friedensangebote an die Perser gerichtet, und als im Jahr 531 Chosrau I. zum neuen persischen Großkönig erhoben wurde, begannen beide Seiten mit ernsthaften Friedensverhandlungen. Im Herbst 532 gelangte man dann zu einer Einigung.

## Der Vertrag
Viele Althistoriker gehen davon aus, Justinian habe nur einen kurzzeitigen Frieden mit den Persern angestrebt, um sich mit aller Kraft gegen die Vandalen und Goten wenden zu können, die ihre Reiche auf dem Boden des ehemaligen Weströmischen Reiches gegründet hatten. Doch der grundlegende Charakter des „Ewigen Friedens“ – diese Bezeichnung findet sich nicht nur bei dem zeitgenössischen Historiker Prokopios von Caesarea (Bella 1,22,17), sondern auch in der Präambel des Codex Iustinianus (1,27,2 pr.) – spricht gegen diese Annahme. Es ging Justinian offenbar darum, eine tragfähige, für beide Parteien dauerhaft akzeptable Einigung zu erzielen.
Anders als im Falle des 30 Jahre später geschlossenen Friedens von 562, über den wir dank Menander Protektor detailliert informiert sind, kennt man nicht alle Bestimmungen des Ewigen Friedens. Doch Prokopios, Agathias und Johannes Malalas lassen sich die wesentlichen Punkte entnehmen:
1. Die Römer zahlten den Persern als einmalige Ablösesumme 11.000 Pfund Gold; dafür ließen die Sassaniden sämtliche Forderungen fallen. Die Summe war zwar erheblich, entsprach aber nur etwa der Hälfte der jährlichen Steuereinnahmen aus Ägypten – angesichts der anvisierten Einmaligkeit der Zahlung hielt sich die finanzielle Belastung der römischen Staatskasse also in Grenzen.
2. Die Römer behielten die umstrittene Festung Dara, nutzten sie aber nicht länger als Hauptquartier des dux Mesopotamiae, des Befehlshabers der nordmesopotamischen Grenztruppen. Offenbar wurden die comitatenses, die einen Angriff auf das persische Nisibis hätten durchführen können, aus Dara abgezogen, nicht allerdings die defensiv ausgerichteten limitanei.
3. Die Einflusszonen der beiden Großmächte im Kaukasusraum wurden neu festgelegt; so verzichteten die Sassaniden auf ihre Ansprüche auf Kolchis, und Römer und Perser tauschten einige Festungen aus, die während der Kämpfe erobert worden waren.
4. Laut Agathias (Historien 2,31,4) verpflichteten sich die Römer zudem, die heidnischen neuplatonischen Philosophen um Simplikios und Damaskios, die 531 ins Perserreich geflohen waren, nicht zu behelligen, falls diese ins Imperium Romanum zurückkehren sollten. Möglicherweise hatte Justinian die Auslieferung der Männer gefordert.
5. Malalas (18,76) schließlich behauptet, das foedus von 532 habe sogar ein regelrechtes Bündnis zwischen Kaiser und Großkönig beinhaltet; beide Seiten hätten einander Unterstützung gegen die Angriffe von Seiten Dritter zugesichert. Ob diese Nachricht zutrifft, ist unklar.

## Die Folgen
Zunächst profitierten beide Seiten von der Einigung. Chosrau, der nur gegen erheblichen Widerstand König geworden war, konnte sich nun in Ruhe der Stabilisierung seiner Herrschaft zuwenden. Justinian feierte den Frieden mit den Persern als große Errungenschaft; und selbst wenn der Vertrag mit den Sassaniden, wie gesagt, kaum nur dazu diente, die Hände frei zu haben, um sich auf den Westen zu konzentrieren, war der „Ewige Frieden“ dennoch zweifellos eine Voraussetzung für die großen Erfolge der kaiserlichen Truppen in den folgenden Jahren.
Zunächst blieben die Beziehungen zwischen Römern und Sassaniden friedlich; teils kooperierte man sogar. Justinian vertraute offensichtlich so sehr auf die Vertragstreue der Perser, dass er die Verteidigung der römischen Ostprovinzen zunehmend vernachlässigte – dies sollte sich dann 540 bitter rächen, als sich Chosrau zum Bruch des Friedens entschloss: Der Großkönig fiel ins römische Syrien ein und eroberte einige bedeutende Orte, darunter vor allem Antiochia am Orontes, eine der wichtigsten Städte des Imperiums. Die Römer waren wegen des Vertragsbruches erschüttert und enttäuscht – was folgte, war ein langer, blutiger Krieg, in dem seit 541 auch um Kolchis/Lazika wieder heftig gekämpft wurde. Die Hoffnungen, die Justinian in den Vertrag von 532 gesetzt hatte, hatten sich nicht erfüllt.